# كيب بايرون

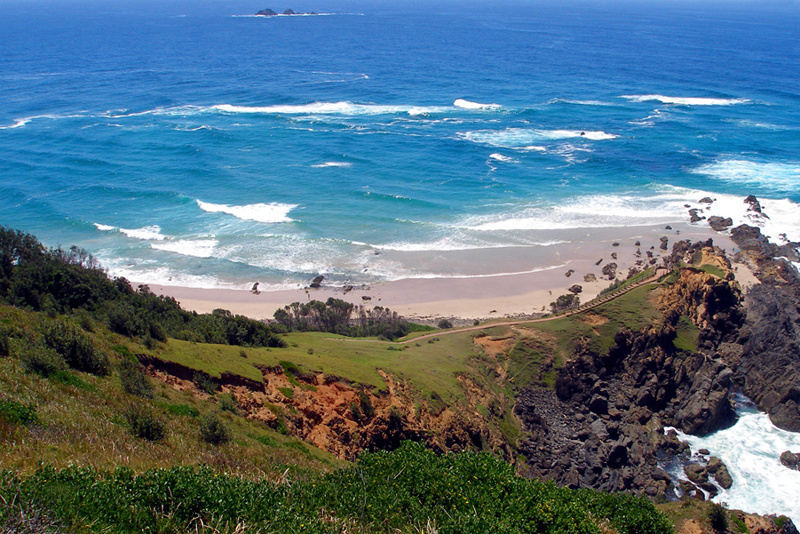
كيب بايرون ، أقصى نقطة في شرق البر الرئيسي الأسترالي

بالإنجليزية Cape Bayron أقصى نقطة في شرق البر الرئيسي الأسترالي، في خليج بايرون في شمال نيوساوث ويلز. تم تجهيز الرأس بمنارة، ومسار وصول والعديد من وجهات النظر، على وجه الخصوص للإعجاب بهجرة الحيتان الحدباء (جمل البحر).
المنارة هي الأقوى في أستراليا. بليغ مداه 27 ميل بحري أي 50 كم.
وأطلق على الرأس حتى من قبل الكابتن جيمس كوك في 15 مايو 1770 تكريمً ل جون بايرون الذي قام بجولة حول العالم على سفينته HMS Dolphine بين عامين 1764 و 1766 .
على بعد كيلومترين تقع حديقة أراكوال الوطنية.

## انظر أيضا

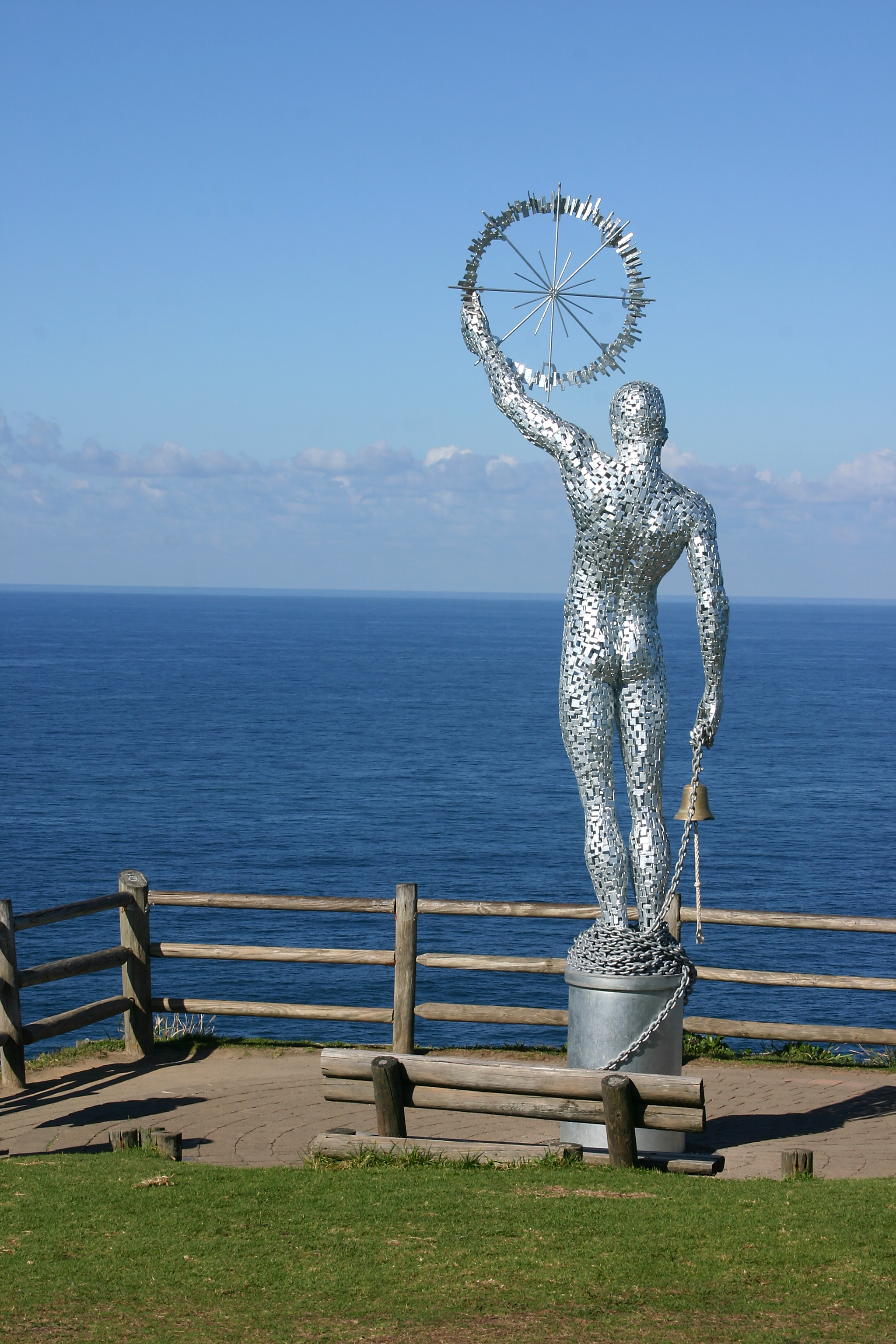
تمثال يطل على كيب بايرون